# Dendropsophus koechlini
Dendropsophus koechlini är en groddjursart som först beskrevs av William Edward Duellman och Linda Trueb 1989.  Dendropsophus koechlini ingår i släktet Dendropsophus och familjen lövgrodor. IUCN kategoriserar arten globalt som livskraftig. Inga underarter finns listade i Catalogue of Life.